# Flughafen Førde

i8
i11
i13
Der Flughafen Førde (norwegisch Førde lufthamn, Bringeland; IATA-Code: FDE, ICAO-Code: ENBL) ist ein Regionalflughafen in der Provinz Vestland im Westen von Norwegen. Betreiber des Flughafens ist das norwegische Staatsunternehmen Avinor. Der Flughafen besitzt eine etwa 1010 m lange Start- und Landebahn mit der Ausrichtung 07/25. Vor Ort befinden sich zahlreich namhafte Mietwagenunternehmen wie zum Beispiel SIXT, AVIS und rentalcars. 2015 benutzten über 80.000 Passagiere den Flughafen.

## Lage
Der Flughafen Førde liegt etwa 6 km östlich von der nächsten Siedlung Bygstad und etwa 8 km südlich der namensgebenden Stadt Førde. Er liegt an der Verbindungsstraße Fv423, die von der Nationalstraße 57 abzweigt.

## Anbindung

### Busse
Der Flughafen stellt Busse zur Verfügung, die das Stadtzentrum von Førde mit dem Flughafen verbinden. Die Busse fahren immer eine Stunde vor Abflug in Førde ab und erreichen den Flughafen nach etwa 20 Minuten Fahrzeit. Die verbleibende Zeit reicht für Check-in und Sicherheitskontrolle.

### Taxen
Vor dem Flughafen sind einige Taxen stationiert. Diese verbinden ebenfalls den Flughafen mit dem Stadtzentrum von Førde zum Festpreis. Nach Wunsch können auch andere Ziele angefahren werden. Die Fahrt ins Stadtzentrum dauert 15 bis 20 Minuten.

### Eigener Pkw
Für die Fluggäste, die mit ihrem Pkw an den Flughafen fahren, stehen vor dem Flughafengebäude zahlreich Parkplätze zur Verfügung.

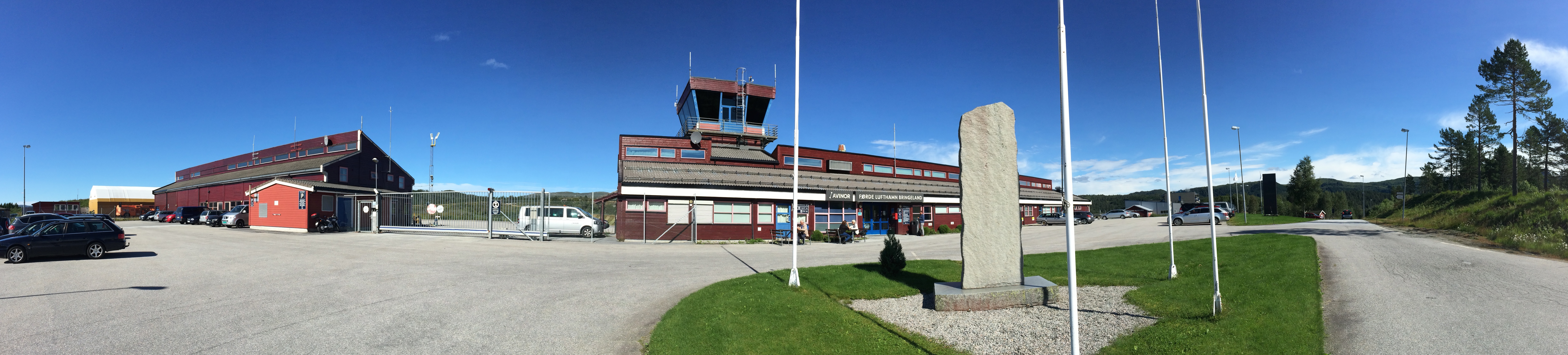
Ansicht des vorderen Flughafengeländes

## Geschichte und Zukunft

### Alter Flughafen Førde-Øyrane
Anfang 1970 wurde der erste Flughafen auf dem Gebiet von Førde eröffnet. Dieser trug den Namen Førde-Øyrane. Er lag im Industriegebiet der Stadt Førde und war nur einige hundert Meter vom Stadtzentrum entfernt. Er wurde jedoch 1986 durch den noch heute bestehenden Flughafen Førde-Bringeland ersetzt, weil die betrieblichen Bedingungen vor Ort unwirtschaftlich waren. Die damalige Landebahn war etwa 790 Meter lang, asphaltiert und in Betriebsrichtung 14/32 ausgerichtet. Damalige Flugziele waren das noch heute angeflogene Bergen und weitere Flughäfen in der Provinz Sogn og Fjordane. Die Flugziele wurden von der Fluggesellschaft Widerøe bedient.

### Schließung des Flughafens
Die norwegische Avinor erhielt den Auftrag, den Flugverkehr in Sogn og Fjordane zu verbessern. Die ersten Pläne waren die Schließung der Flughäfen Førde und Sandane. Dafür würde die Landebahn von Florø um 700 Meter auf 2000 Meter verlängert werden und somit auch größere Flugzeuge anstatt der heutigen De Havilland DHC-8-100 Florø mit Oslo verbinden können. Vor dieser Planung hatte das Ministerium für Transport und Kommunikation die Schließung des Flughafens in Sandane und die Aufteilung der von dort angebotenen Flugbewegungen auf die Flughäfen Førde und Ørsta-Volda vorgeschlagen.

## Fluggesellschaften und Ziele
Der Flughafen Førde wird ausschließlich von der norwegischen Fluggesellschaft Widerøe’s Flyveselskap bedient. Folgende Flugziele werden angeflogen:
| Fluggesellschaft       | Flugziele                                        |
| ---------------------- | ------------------------------------------------ |
| Widerøe’s Flyveselskap | Bergen, Florø, Oslo-Gardermoen saisonal: Sogndal |

## Flughafenanlagen

### Start- und Landebahn

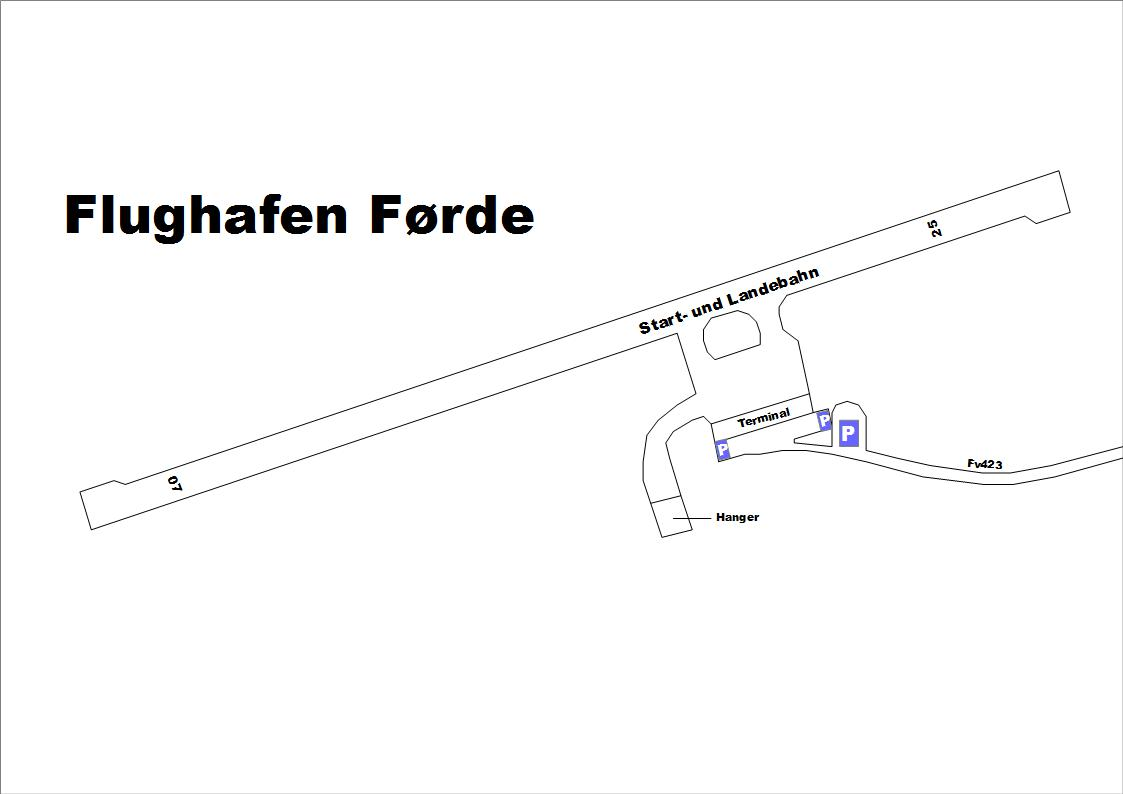
Skizze der für den Flugverkehr wichtigen Einrichtungen am Flughafen Førde

Der Flughafen Førde verfügt über eine Start- und Landebahn. Diese ist asphaltiert, etwa 1000 m lang, 30 m breit und verläuft ungefähr in Ost-West-Richtung. Da der Flughafen über keine Rollbahn verfügt, ist an beiden Enden der Start- und Landebahn eine Wendemöglichkeit für Flugzeuge gelegen. Diese Einrichtung wird nur bei kleineren Flughäfen mit Flugzeugen, die solch eine Drehung überstehen können, verwendet.